# Criminal tango
Criminal tango je sedmi studijski album pulskog rock sastava Atomsko sklonište.
Snimljen je 1990. s novom postavom. Promocija albuma bila je na Avala festu a u novoj postavi su bubnjar Nikola Duraković i gitarist Ranko Svorcan. Langer je već ranije preuzeo ulogu vokala. U snimanju albuma sudjelovao je član grupe iz ranih dana, Paul Bilandžić.
 Na albumu se nalazi Tajna, pjesma posvećena Đoseru, a na kojoj gostuje saksofonist Berislav Jurišić. Fotografije za omot albuma Criminal Tango koje je radio Tone Stojko prikazuju Alfreda Hitchcocka kako davi samog sebe.

## Popis pjesama
1. Johnny II
2. Cocaine Baby
3. Ljubavna mašina
4. Žar ptica
5. Teško je biti anđeo
6. Tajna
7. Ne računaj na mene
8. Kineski bicikl
9. Nikad više